# Thomas Buttersworth
Thomas Buttersworth (5. května 1768 Ostrov Wight – listopad 1842 Londýn) byl anglický malíř námořních obrazů, který se specializoval na mořské krajiny, obrazy plachetnic a válečných lodí.

## Život a dílo
Thomas Buttersworth vstoupil do britského královského námořnictva v roce 1780. Od roku 1795 až do roku 1800, kdy byl kvůli svým zraněním zproštěn služby, sloužil během válek s revoluční Francií na lodi HMS Enterprise a HMS Caroline.
Tvořil už v době služby u námořnictva, a po svém odchodu z armády namaloval velké množství námořních bitevních scén, o kterých se kvůli jejich preciznosti předpokládá, že je Buttersworth sám zažil. Zastával i post oficiálního námořního malíře Východoindické společnosti a v té době na zakázku maloval obrazy jednotlivých lodí. Předpokládalo se, že zemřel v roce 1830, ale výzkum odhalil, že namaloval návštěvu královny Viktorie v Edinburghu v roce 1842 a zemřel až později toho roku v Londýně.
Maloval akvarely, olejomalby, a také kreslil uhlem. Mezi jeho známější díla patří například Nelsonova pobřežní blokáda Cádizu či Bitva u Trafalgaru, 21. říjen 1805: Začátek boje. Přestože byl plodným malířem, během svého života vystavil pouze jedno dílo v Royal Academy of Arts v roce 1813 a jedno v British Institution roku 1825; obecně se ale má za to, že jeho díla byla dobře zpracovaná a mimořádně oblíbená u široké veřejnosti. Jeho obrazy se nacházejí v National Maritime Museum v Londýně, v City Art Gallery v Plymouthu, v United States Naval Academy Museum v Annapolisu i jinde.
Proslulým malířem námořní tematiky byl i jeho syn James Edward Buttersworth. 

## Galerie
Některé z Buttersworthových obrazů v National Maritime Museum:
- Nelsonova pobřežní blokáda Cádizu, červenec 1797, olej na plátně
- Pirátský luger pronásledovaný námořní brigou, olej na plátně
- Bitva u Trafalgaru, 21. říjen 1805: Konec boje, olej na plátně
- Vrak lodi HMS St. George, Norsko, 1811, olej na plátně
- HMS Queen Charlotte kotvící v cádizském zálivu, olej na plátně
- Bitva u Trafalgaru, 21. říjen 1805: Začátek boje